# Оленьи Ручьи
«Оле́ньи Ручьи́» — природный парк в Нижнесергинском муниципальном районе Свердловской области, в 100 километрах на юго-запад от Екатеринбурга. Открыт 29 октября 1999 года на границе 3 предгорий и горной полосы Среднего Урала в целях охраны природных ландшафтов и историко-культурных объектов, а также организации отдыха населения и сохранения биологического разнообразия. Парк расположен в нижнем течении реки Серги, между городом Нижние Серги и посёлком Аракаево. 
Площадь парка составляет 188,71 км² (с 2022 года).

## История
Необходимость организации природного парка на границе двух ландшафтных зон — уральской горной тайги и Красноуфимской лесостепи — впервые научно обосновал в 1963 году в своей монографии «Физико-географическая характеристика юго-запада Свердловской области и некоторые вопросы охраны природы этой территории» В. И. Прокаев (под редакцией Б. П. Колесникова). 
На общественных началах парк создавался с середины 1970-х гг., когда при УрГУ группой студентов-энтузиастов во главе с Александром Владимировичем Добровым в рамках созданной Дружины по охране природы (ДОП) началась работа по обследованию обширной территории, разметке туристических троп, устройству противоэрозионных спусков на горных склонах, строительству приютов.
Обнаружены следы стоянок древнего человека. Названием и эмблемой стало схематическое изображение "лесного быка" (оленя, лося или косули); так называемый «Красный олень», сделанный охотниками около 3000 лет назад на скале Писаница на реке Серга.

## География

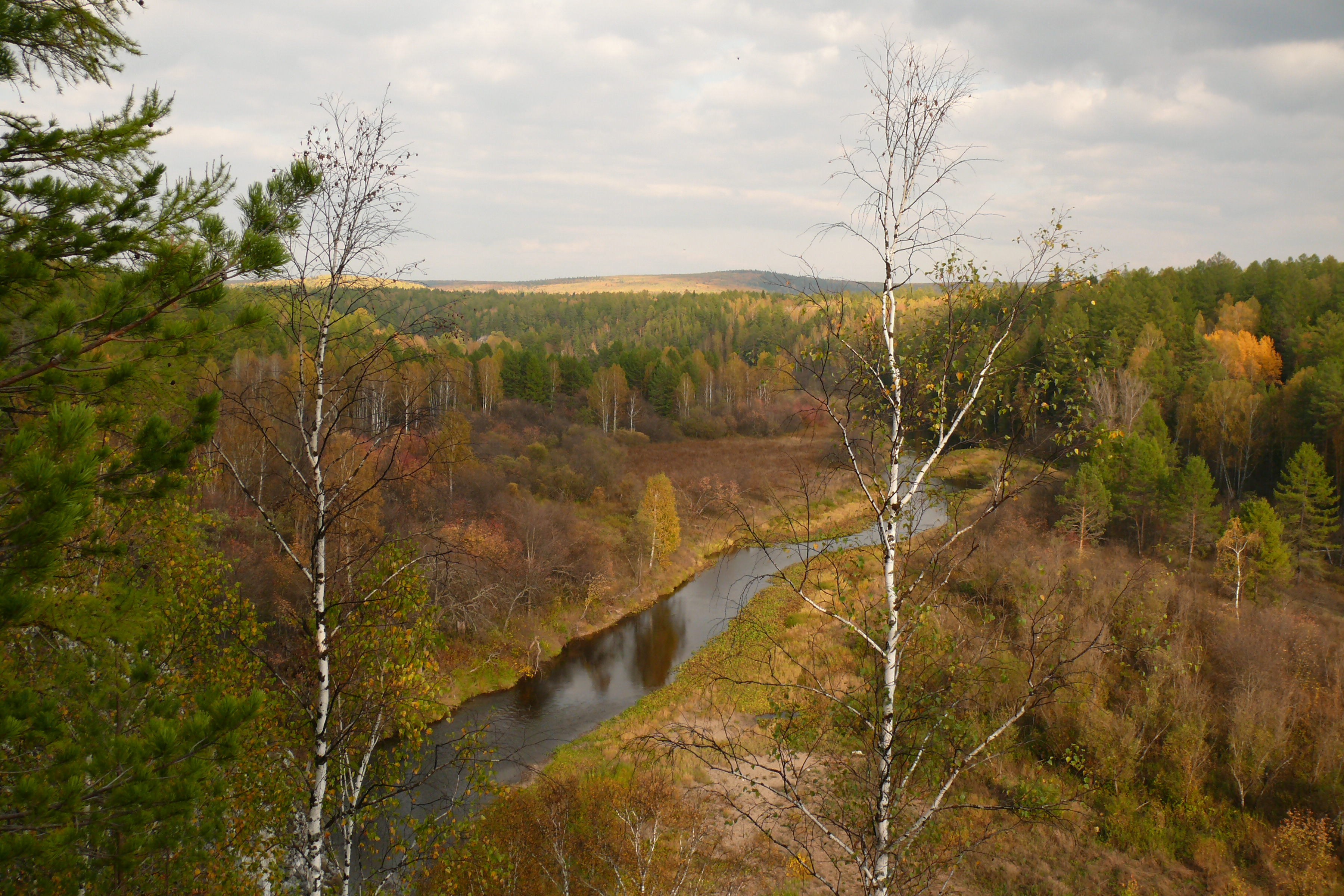
Вид на реку Сергу с одной из скал ранней осенью

Древние природные процессы, протекавшие десятки и сотни миллионов лет тому назад, такие как накопление известняковых толщ на дне палеозойского моря, поднятие горных хребтов в начале мезозоя и последовавшая за этим эрозия известняков послужили причиной для образования множества пещер, причудливых скал по берегам рек, воронок и карстовых провалов.
Также, большое количество реликтовых растений рассказывает о древних сменах климата и, соответственно, растительного покрова, а результаты археологических раскопок показывают картину эволюции животного мира на территории этого парка в течение последних тысячелетий и историю человека, уходящую в глубь времен как минимум на 14 тысяч лет.

## Флора и фауна

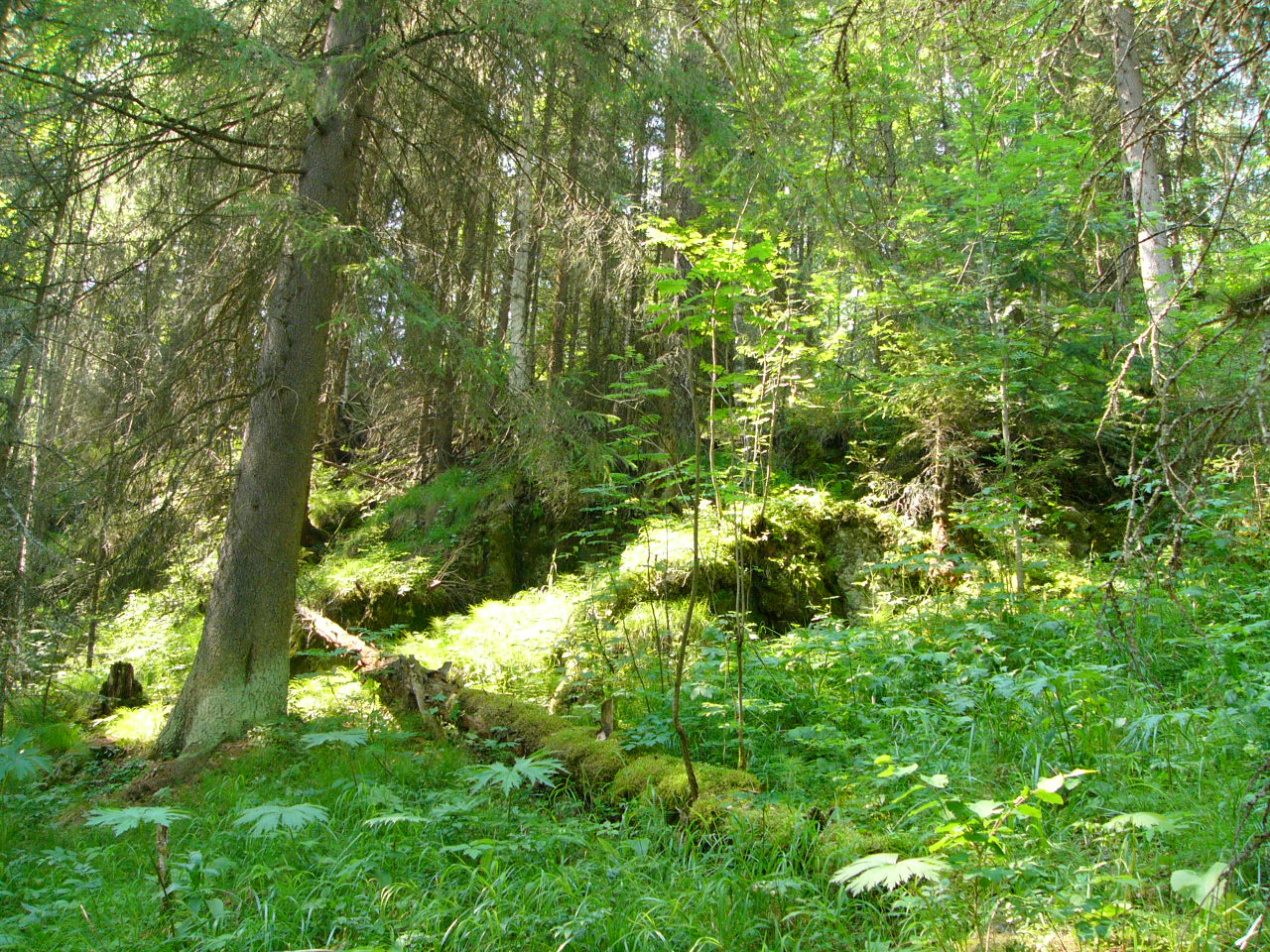
Растительный покров вдоль тропы Поста

Разнообразие местных ландшафтных условий и пограничный характер речной долины Серги в её нижнем течении обеспечивает большое разнообразие животных и растений.
Что касается флоры, то тут встречаются тайга и лесостепь. Клёны, вязы и липы соседствуют с елью и пихтой на западных склонах Бардымского хребта, а островки реликтовых степей поднимаются по долине Серги на север до самых Нижних Серёг. Такая встреча природных зон, неоднородный рельеф и встреча европейских и сибирских флористических комплексов обусловливают богатство видового разнообразия: флора парка и его окрестностей насчитывает более 900 видов сосудистых растений.
В природном парке присутствует множество реликтовых и эндемичных растений. Металлические трапы и деревянные настилы, мостики защищают растительный покров от вытаптывания, обустроенные тропы перетягивают людской поток на себя.
В фауне млекопитающих представлены следующие таксоны: 
- парнокопытные: лось, сибирская косуля, кабан;

- насекомоядные: бурозубка обыкновенная, ёж, крот обыкновенный, землеройка;
- грызуны: ондатра, обыкновенный хомяк, речной бобр, белка, полёвка, мышь, крыса;
- зайцеобразные: заяц-беляк;
- хищные: хорь, ласка, куница, енотовидная собака, обыкновенный барсук, волк, лисица, медведь бурый, обыкновенная рысь, европейская норка, речная выдра;
- рукокрылые: ночница прудовая, ночница водяная, ночница Брандта, бурый ушан, северный кожанок.

Особенно нужно сказать о бобрах. К 20-м годам XX века бобр здесь был полностью уничтожен. Однако, начиная с конца 70-х годов, бобры появились вновь, и сейчас бобровые норы и погрызы видны повсюду по берегам Серги. По её притокам бобры возводят внушительные плотины, серьёзно изменяя гидрологический режим местности.
В парке обитает множество птиц, среди которых есть краснокнижные виды.
Среди рептилий стоит отдельно отметить обыкновенных гадюк, так как встречи с ними вполне вероятны в зоне лесных полей и опушек, особенно в солнечные дни на открытых местах (в том числе вдоль туристических троп) в период весеннего спаривания в мае. Также в парке встречаются обыкновенные ужи, медянки, прыткая и живородящие ящерицы, а также безногая ящерица - веретеница ломкая.
В 1985 году и в июне 2024 года обнаружены гребенчатый и обыкновенный тритоны.
Тем не менее, вероятность встречи с животными для туриста невелика. На Среднем Урале не сохранилось девственных лесов. За последние 250 лет все леса, за исключением тех, что находятся в Висимском заповеднике, были пройдены сплошными рубками два-три раза. В том числе на Серге и её окрестностях. Кроме того, в этих областях выжигали уголь, добывали железную руду, косили сено и пасли домашний скот, занимались бортевым пчеловодством и охотой, строили посёлки и возводили плотины. Следы этой деятельности сохранились до сих пор.

## Достопримечательности и памятники природы
| Карстовые явления        | Скалы                            | Рукотворные объекты                         |
| ------------------------ | -------------------------------- | ------------------------------------------- |
| Большой карстовый провал | Дыроватый Камень (Пьющая Лошадь) | Миткинский рудник (ныне — «Митькины озера») |
| Провал горы Орловой      | Карстовый Мост                   | Подвесные мосты через реку Сергу            |
| Пещера Дружба            | Капитанский Мостик               | Магистраль (тропа) Роберта Поста            |
| Пещера Мшистая           | Священник                        | Скульптура «Лось»                           |

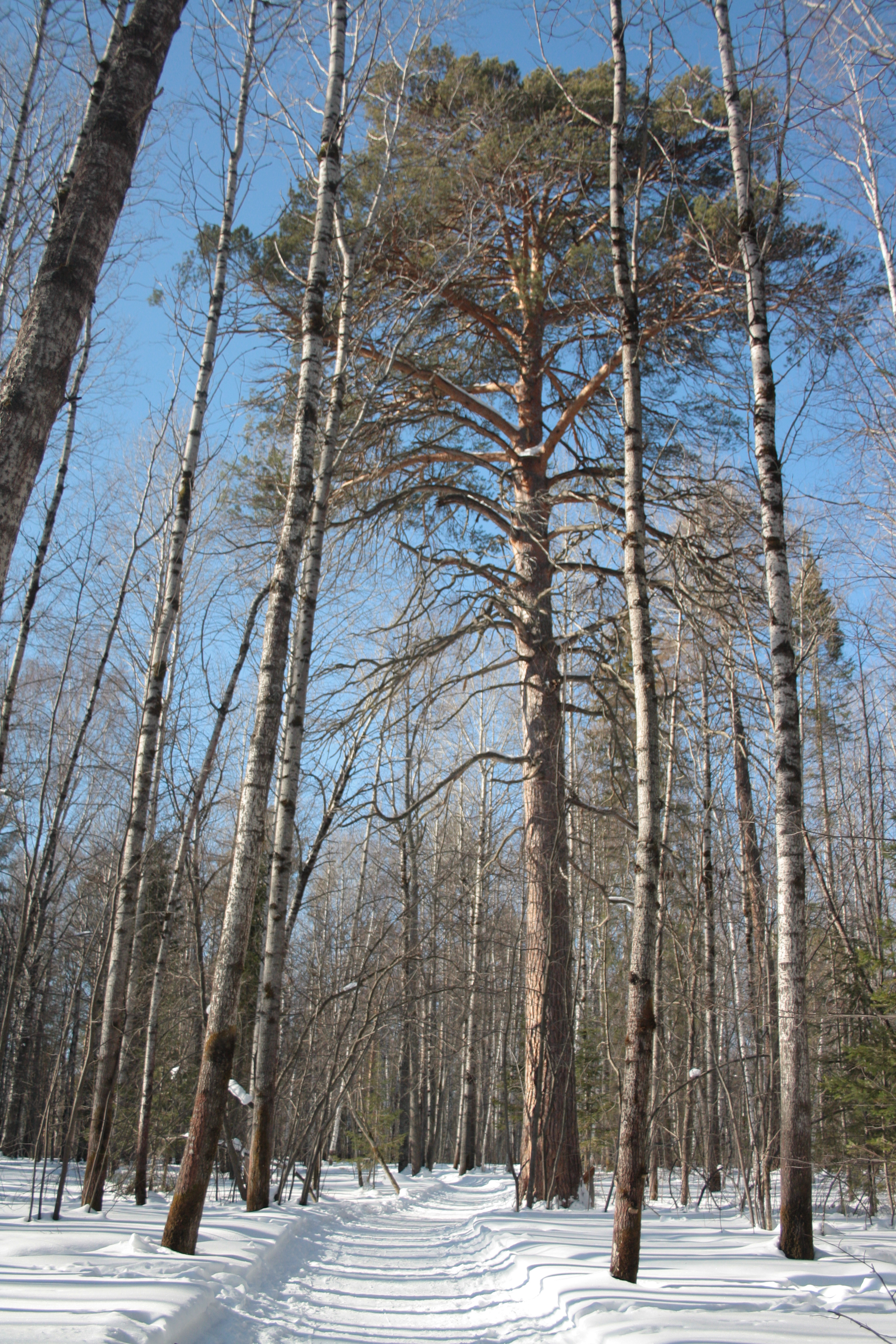
300-летняя сосна в "Оленьих ручьях"

| Аракаевская пещера       | Светлая                          | Скульптура «Ангел единой надежды»           |
| Малая Аракаевская пещера | Лягушка                          | Борть                                       |
| Пещера Спортивная        | Писаница                         |                                             |
| Пещера Катникова         | Филаретов Камень                 |                                             |

- «Магистраль Поста» — оборудованная тропа вдоль берега реки Серги, названная в честь американского гражданина и патриота парка Роберта Поста, на деньги которого и был обустроен этот маршрут. Является одним из первых масштабных проектов по облагораживанию территории парка.

- Скульптура «Ангел единой надежды» (The Unitehope Angel). По замыслу автора идеи, шведской художницы и ваятеля Лены Эдвалль, семь скульптур, установленных в различных частях земного шара, должны сформировать единое пространство и стоять на страже мира и спокойствия. Планируется довести их количество до 49[3][4].

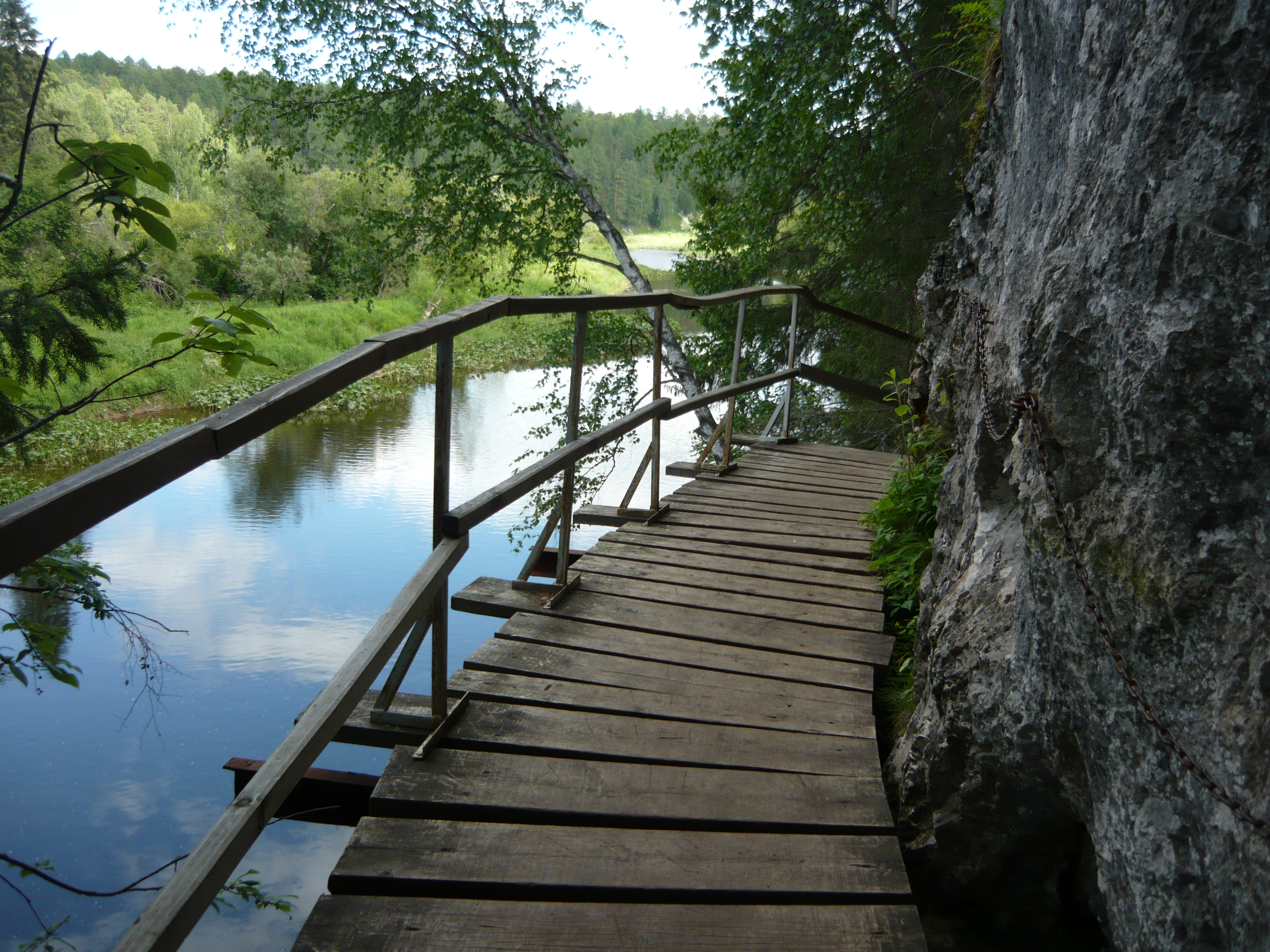
Отмостки вдоль правого берега р.Серги (часть тропы Поста)
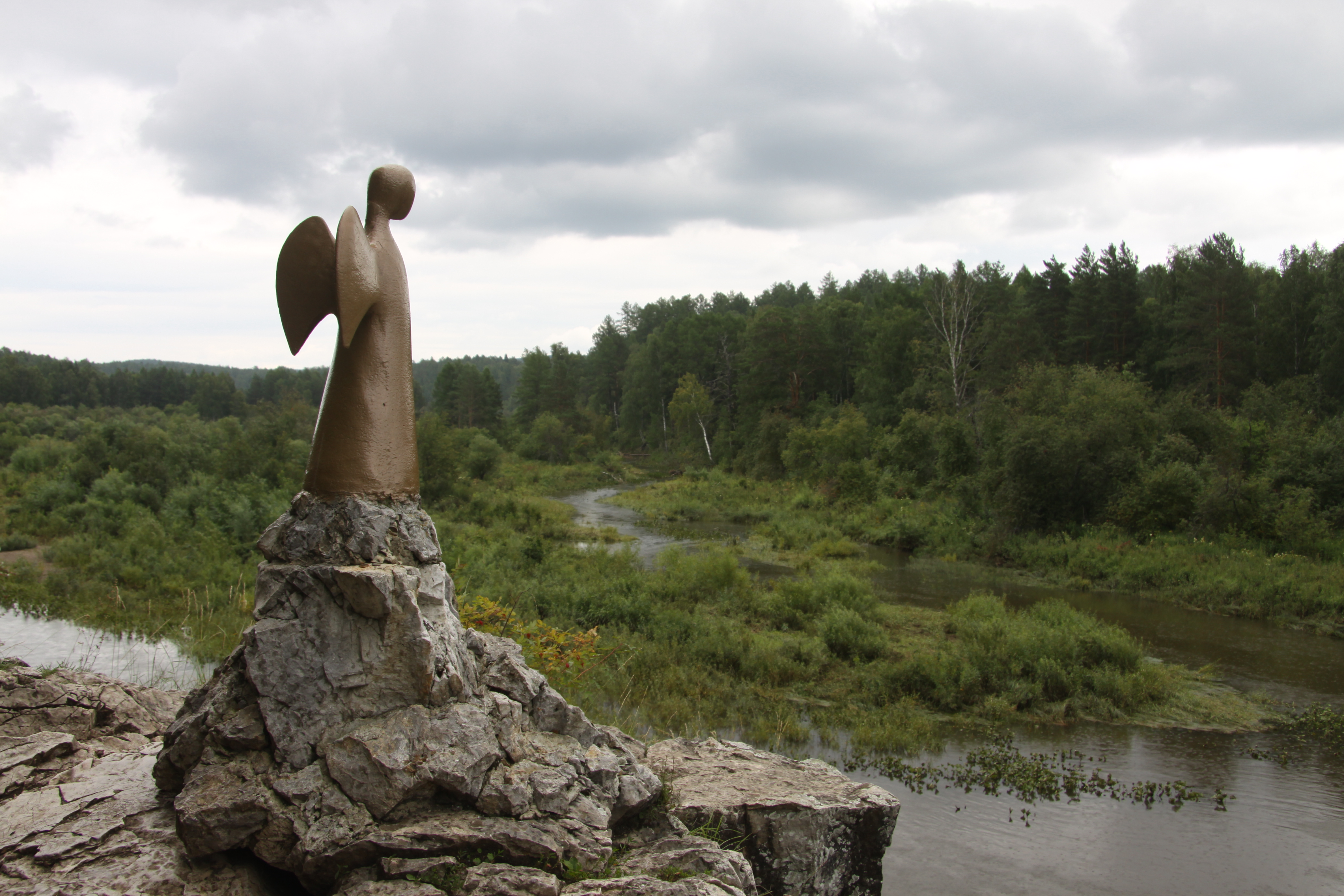
«Ангел единой надежды»

## Инфраструктура
Администрация парка расположена в посёлке Бажуково, куда можно добраться от Екатеринбурга:
- по железной дороге на электропоезде до станции Дружинино, далее пересадка на пригородный поезд Дружинино — Михайловский Завод до остановки Бажуково или Аракаево (в пути 4-5 часов); с мая по октябрь можно добраться на туристическом рельсовом автобусе "Орлан" (Эко-маршрут "Оленьи ручьи");
- автобусами, идущими на Арти, Михайловск, Урмикеево через Нижние Серги до остановки «Оленьи Ручьи» (в пути примерно 2 - 2,5 часа);
- своим автотранспортом — расстояние от Екатеринбурга до Бажуково около 130 километров, время в пути 1,5-2 часа.